# Muzaffar Xah II Gudjarati
Mudhàffar Xah II (nom de naixement Khalil Khan) fou sultà de Gujarat, fill de Mahmud Xah I Begra Gudjarati al que va succeir a la seva mort el 23 de novembre de 1511. Fou un sobirà cultivat i clement.
Només pujar al poder va haver d'intervenir a Malwa on el 1510 Mahmud II Khalji havia eliminat del poder al seu germà gran Sahib Khan, al que el wazir de Malwa, revoltat va proclamar sultà com a Muhàmmad II i al pujar al tron Khalil li va demanar ajut. Khalil va acordar enviar tropes després de la temporada de pluges del 1512. Pel mateix temps va arribar un ambaixador del xa safàvida Ismail I de Pèrsia que demanava a Muzaffar Xah d'adoptar el xiisme i es va conèixer a la cort amb el jove Sahib Khan (Muhàmmad II); l'ambaixador després d'una recepció, va atacar sexualment al jove que de vergonya va fugir a Khandesh i després a Berar. L'ambaixador fou reenviat a Pèrsia poc cordialment i la reclamació de Muhàmmad II fou oblidada.
Per aquell mateix temps un usurpador d'Idar (vassall de Gujarat) es va apoderar d'aquest regne amb suport del rana Sangram de Chitor; un exèrcit gujarati va anar al país per restaurar a l'hereu legítim; l'usurpador no obstant va continuar atacant els districtes del nord de Gujarat durant un temps.
En aquell moment el rei de Malwa, Mahmud II, li va demanar ajut per desfer-se del seu wazir Medini Raj i de l'exèrcit rajput, que acaparaven tot el poder. Muzaffar es va dirigir a la capital Mandu amb un exèrcit important al que es va unir l'exèrcit de Khandesh; Medini Raj va demanar ajut al maharana Sangram de Chitor però el febrer del 1518 Mandu fou conquerida i la guarnició rajput massacrada; Mahmud II va rebre tot el poder. A la tornada va liquidar l'usurpador d'Idar que encara operava a alguns districtes.
Algunes suposades injúries del governador gujarati a Idar contra el rana Sangram, van empènyer a aquest a fer una expedició contra Idar, Ahmadnagar i altres ciutats (1519) però el contraatac gujarati (1521) va derrotar el rana que va haver de pagar tribut i deixar un fill com a ostatge a la cort de Gujarat.
Progressivament les relacions amb els portuguesos de Goa van millorar fins al 1520; el 1513 havien demanat permís per construir un fort a Diu però el sultà (per consell del governador de Junagarh, Malik Ayaz) el va refusar. Així que el 1520 van intentar ocupar Diu per la força i ho van provar altre cop el 1521, sent rebutjats les dues vegades per les reforçades defenses de la ciutat preparades per aquesta contingència. També va fracassar un atac contra Muzaffarabad a 30 km de Diu.
Muzaffar va morir l'abril de 1526 i el va succeir el seu fill gran Sikandar Gudjarati.